# قطعنامه ۲۰۶۲ شورای امنیت
قطعنامهٔ ۲۰۶۲ شورای امنیت سازمان ملل متحد سندی بین‌المللی دربارهٔ تمدید مأموریت عملیات سازمان ملل در ساحل عاج است. این قطعنامه طی نشست شورای امنیت سازمان ملل متحد در تاریخ ۲۶ ژوئیه ۲۰۱۲ میلادی با ۱۵ رأی موافق، ۰ مخالف و ۰ ممتنع به تصویب رسید.